# Galina Burdina
Galina Pávlovna Ermak de soltera Burdina (en ruso: Галина Павловна Бурдина; Vereshchagino, RSFS de Rusia, 24 de marzo de 1919 - Riga, Letonia, 25 de noviembre de 2006) fue una aviadora militar soviética que combatió en las filas de la Fuerza Aérea Soviética durante la Segunda Guerra Mundial.

## Biografía

### Infancia y juventud
Galina Burdina nació en 1919 en la pequeña localidad rural de Vereshchagino en la gobernación de Perm en la RSFS de Rusia (la Unión Soviética no se constituyó formalmente hasta finales de 1922), en el seno de una familia muy numerosa. Su padre había muerto durante la guerra civil rusa. Comenzó a trabajar como peón a la edad de 14 años mientras continuaba su educación por la noche. Cuando tenía 17 años, comenzó a aprender a volar planeadores y luego estudió en la escuela de pilotos de aviación civil de Uliánovsk. Luego comenzó a trabajar como piloto instructora en el club de vuelo de Sverdlovsk y en la escuela de pilotos, que en septiembre de 1941 se transformó en una escuela de pilotos militares.

### Segunda Guerra Mundial
Poco después del inicio de la invasión alemana de la Unión Soviética, Burdina, junto con otras dos instructoras de la escuela de vuelo de Sverdlovsk, se ofrecieron como voluntarias para el servicio de combate de primera línea y fue aceptada en el 122.º Grupo de Aviación, una unidad especial formada íntegramente por mujeres, al mando de Marina Raskova, esta después de examinar sus habilidades de combate, decidió asignarla al 586.º Regimiento de Aviación de Combate, unidad donde solo eran aceptadas las mejores y más competitivas candidatas.Realizó su formación militar y táctica en la Escuela de Aviación Militar de Engels en el Óblast de Sarátov.
El 7 de marzo de 1942, Raskova anunció al regimiento que habían sido destinadas a la defensa aérea de Moscú. El regimiento, sin embargo, no abandonó Engels hasta el 9 de abril de 1942, aunque en su camino a Moscú tuvieron que hacer escala en el aeródromo de Razbóishchina, para sustituir los esquíes del tren de aterrizaje. Debido a la imposibilidad de conseguir nuevas ruedas se vieron atrapadas en el campo de aviación cuyas instalaciones dejaban mucho que desear. Tal como lo describo una de las pilotos, la pista de aterrizaje era «un lago de aceite y combustible en cuya orilla se oxidaban vehículos abandonados. Había mierda por todas partes, y del techo del comedor caía directamente sobre los platos toda clase de sustancias inefables».
Después de varias semanas de inactividad en tan deprimente lugar, las integrantes del regimiento recibieron por fin la orden de ponerse en marcha, aunque en este caso su destino no sería Moscú sino Sarátov, a pesar de que la ciudad contaba con importante instalaciones militares e industriales lo cierto es que se encontraba lejos del frente y hasta entonces no había sufrido ningún bombardero por parte de la aviación alemana. Partieron hacia su nuevo destino el 14 de mayo. Allí permanecieron estacionadas en el aeropuerto de Anísovka, durante este periodo surgió una gran antipatía hacia la comandante del regimiento Tamara Kazárinova, de ella se quejaban, principalmente, que no se ponía a los mandos de su avión y que las trataba con gran severidad. Muchas consideraban que su forzosa inactividad se debía a su comandante que consideraba que todavía «no estaban listas».
Cuando Burdina fue finalmente enviada al frente de batalla, combatió junto a Tamara Pamiatnij en misiones nocturnas en el 586.º Regimiento de Aviación de Cazas en apoyo de los bombarderos soviéticos y actuando como exploradoras. Burdina también realizó algunas misiones de bombardeo y ametrallamiento, incluso contra objetivos rumanos. En abril de 1944 ya había acumulado 152 salidas de combate y, al final del conflicto, su cuenta se situó en dos victoria aéreas en solitario, un caza Bf 109 y un bombardero Ju 88, y una victoria compartida, un avión de trasporte Ju 52.

### Posguerra
Después de la guerra, trabajó durante quince años como piloto para la aerolínea Aeroflot, antes de convertirse en controladora aérea en Riga donde estableció su residencia. Después de la disolución de la Unión Soviética, vivió en Riga (Letonia) como apátrida hasta su muerte en 2006.

## Condecoraciones
|  | Orden de la Bandera Roja (1944)                                                  |
|  | Orden de la Guerra Patria de 2.do grado (1985)                                   |
|  | Orden de la Estrella Roja (1943)                                                 |
|  | Orden de la Insignia de Honor                                                    |
|  | Medalla por la Defensa del Cáucaso (1944)                                        |
|  | Medalla por la Victoria sobre Alemania en la Gran Guerra Patria 1941-1945 (1945) |